# San Joaquín (Colombia)
San Joaquín è un comune della Colombia facente parte del dipartimento di Santander.
L'abitato venne fondato da Feliciano Ramirez nel 1779.